# Fonjge
Fonjge es un pueblo de la municipalidad de Donji Vakuf, en el cantón de Bosnia Central, Bosnia y Herzegovina.

## Superficie
Posee una superficie de 5,74 kilómetros cuadrados.

## Demografía
Hasta 1991 la población era de 93 habitantes.